# Sphex lanatus
Sphex lanatus är en biart som beskrevs av Alexander Mocsáry 1883.
Sphex lanatus ingår i släktet Sphex och familjen grävsteklar. Inga underarter finns listade i Catalogue of Life.